# Ağın
Ağın là một huyện thuộc tỉnh Elazığ, Thổ Nhĩ Kỳ. Huyện có diện tích 216 km² và dân số thời điểm năm 2007 là 2781 người, mật độ 13 người/km².